# Письмо Перу Ваш де Каминьи
В своём письме к королю Португалии Мануэлу I (порт. Carta a el-rei D. Manuel sobre o achamento do Brasil) португальский исследователь Перу Ваш де Каминья впервые сообщает о Бразилии, открытой в ходе экспедиции Педру Алвариша Кабрала в 1500 году, и о том, что она представляла собой в то время:

«Arvoredo Tanto, e tamanho, e tão basto, e de tanta folhagem, que não se pode calcular», то есть «поросшая лесами такой высоты и густоты, что невозможно сосчитать».
В 27-страничном письме рассказывается о путешествии из Португалии в Бразилию и прибытии в страну. Письмо считается первым документом в бразильской истории, а также её первым литературным текстом. Оригинал хранится в национальном архиве в Лиссабоне.

## Анализ
Помимо того, что это первое литературное описание Бразилии, письмо Каминьи отличалось от других подобных документов как стилем письма, так и благосклонным описанием местных жителей: автор выказывает по отношению к ним «чувства восхищения, очарования и покровительства», подчёркивает «простоту и доброту» коренных народов, верит, что они являются частью творения Божьего и призывает к взаимопониманию вместо порабощения. Поскольку коренные бразильцы отреагировали благосклонно на первую проведённую здесь мессу, и поэтому, по мнению Каминьи, «у них нет явных следов духовного разложения» и их будет легко обратить в христианство. 
При написании этого письма Каминья не пытался создать литературное произведение, а точно сообщить обнаруженные им земли и жителей; это был подробный комментарий к «обычаям, религии и физическим характеристикам коренных народов». Оно лишено гипербол и не использует чрезмерных метафор для подтверждения описаний, тогда как другие ранние описания Нового Света подчеркивали идею процветания и использовали прилагательные и гиперболы для описания количества здешних богатств.